# Grand Prix de Denain 2005
La 47e édition du Grand Prix de Denain a eu lieu le 14 avril 2005. Elle a été remportée par le Français Jimmy Casper. Pour cette édition, le départ est donné dans le quartier de la fosse Arenberg à Wallers.

## Classement final
Jimmy Casper remporte la course en parcourant les 199 kilomètres en 4 h 29 min 27 s à la vitesse moyenne de 44,312 km/h,.
| Classement final, | Classement final, | Classement final, | Classement final,     | Classement final,  |
|                   | Coureur           | Pays              | Équipe                | Temps              |
| ----------------- | ----------------- | ----------------- | --------------------- | ------------------ |
| 1er               | Jimmy Casper      | France            | Cofidis               | en 4 h 29 min 27 s |
| 2e                | Mark Renshaw      | Australie         | La Française des Jeux | m.t                |
| 3e                | Lloyd Mondory     | France            | AG2R Prévoyance       | m.t                |
| 4e                | Roman Lugovyi     | Ukraine           | RAGT Semences         | m.t                |
| 5e                | Stefan Adamsson   | Suède             | Barloworld-Valsir     | m.t                |
| 6e                | Yuriy Krivtsov    | Ukraine           | AG2R Prévoyance       | m.t                |
| 7e                | Saïd Haddou       | France            | Auber 93              | m.t                |
| 8e                | Jaroslaw Zarebski | Pologne           | Intel-Action          | m.t                |
| 9e                | William Bonnet    | France            | Auber 93              | m.t                |
| 10e               | Remco van der Ven | Pays-Bas          | Rabobank Continental  | m.t                |
| modifier          |                   |                   |                       |                    |